# 馬修·路易斯
馬修·大衛·路易斯 （英語：Matthew David Lewis，1989年6月27日—）是一名英國男演員，他最知名的角色是《哈利波特》電影系列中的奈威·隆巴頓。
在利茲出生的路易斯，其演出首作是1995年的《某種生活》，他於演出《哈利波特：神秘的魔法石》前曾經在ITV1和英國廣播公司第一台的電視劇裡作客串主演。隨著《哈利波特》系列的最後一輯電影《哈利波特：死神的聖物2》於2011年上映，路易斯演出該角色已有10年之久，他也因這個角色獲得讚譽。在該系列之後，路易斯再次出現於電視劇《The Syndicate》中飾演占美·布拉德利（Jamie Bradley）一角，並在2012年於公爵夫人劇院公演的《我們的男孩》中演出其首個戲劇角色。
2012年，路易斯演出的電影《崛起》於多倫多國際電影節上首映並獲得好評，他並於2013年及2015年分別演出BBC劇集《藍石42》和《天堂島疑雲》。路易斯後來於2016年的《遇見你之前》中擔任配角，該電影取得票房成功。他在2018年主演ITV1的劇集《閨蜜們》之前，他參演了犯罪劇《開膛街》和《快樂谷》。後來，路易斯演出了愛丁堡國際電影節上首映的《喋血雙紅》（2018年）和《寶貝完成》（2020年）。自2020年以來，路易斯主演了英國第五台的電視連續劇《大小萬物》並獲得好評。

## 早年生活
馬修·路易斯在1989年6月27日生於英國西約克郡利茲，其父母分別是阿德里安·路易斯（Adrian Lewis）及琳達·尼達姆（Lynda Needham），他於霍斯福斯附近的小鎮裡長大。他有兩位哥哥，分別是電影剪輯師的克里斯（Chris），以及同樣成為了演員的安東尼。他兒時就讀於聖瑪麗曼斯頓天主教志願學院。

## 事業

### 1995-2000年：演藝生涯的開始
馬修·路易斯從5歲起便開始演出。他於1995年由凱·梅勒執導的電視電影《某種生活》中首次亮相。他客串演出BBC1的犯罪劇《達爾齊爾和帕斯科》後，分別於1999年和2000年演出ITV1的連續劇《心跳》和《心之所在》。

### 2001-2011年：哈利波特與世界認可

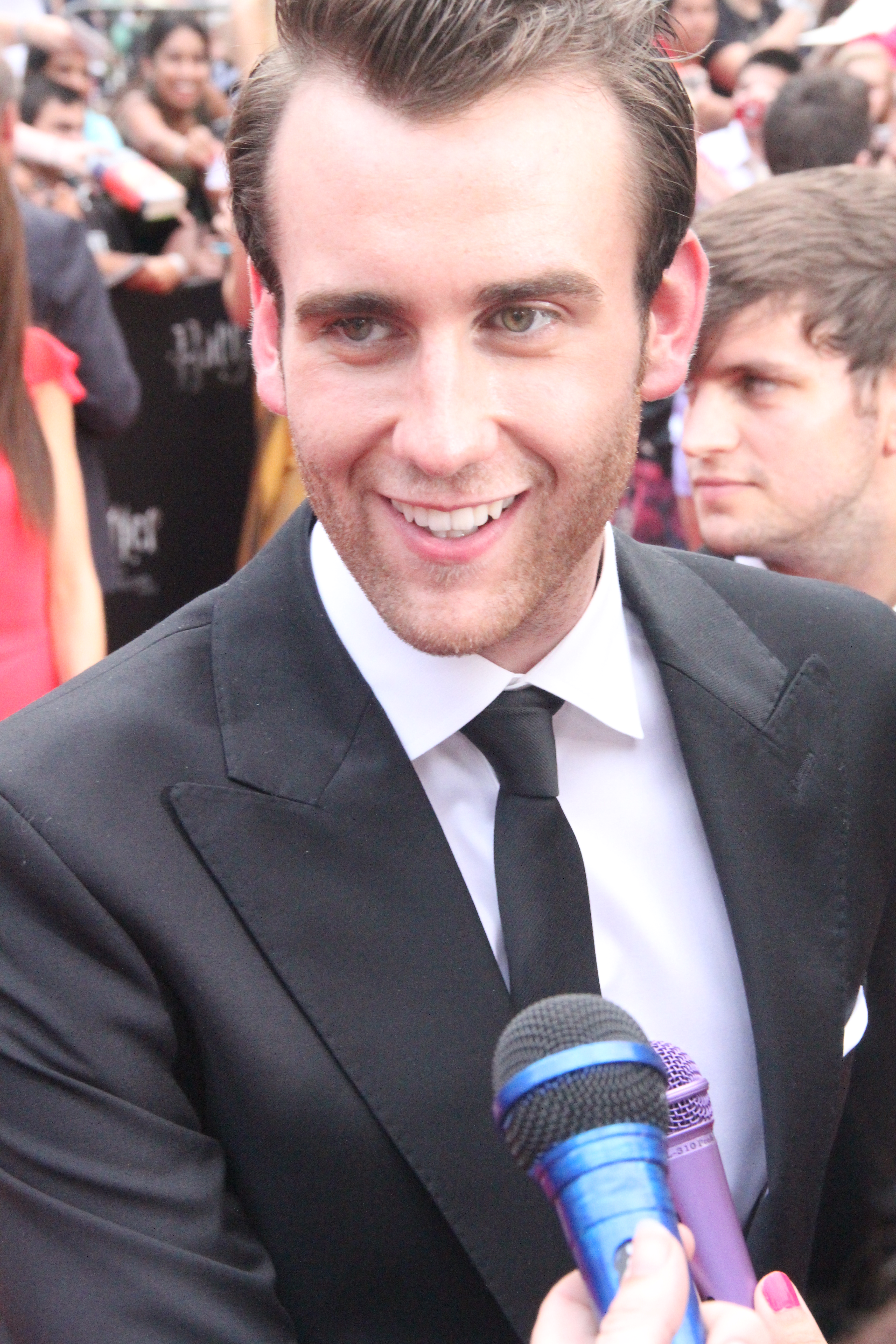
2011年，路易斯在《哈利波特：死神的聖物2》的美國首映禮上。

1999年，英國作家J·K·羅琳的小說之改編電影《哈利波特：神秘的魔法石》於英國各地進行試鏡。作為該系列小說粉絲的路易斯，最初參加了在利茲皇后酒店舉行的公開試鏡，兩個月後再獲聯絡替導演基斯·哥倫布進行試鏡，他最終贏得奈威·隆巴頓的角色。《哈利波特：神秘的魔法石》於2001年發行，成為了評論界和商業上的熱門話題。為了這個角色，路易斯需要戴上一副假牙和一雙假耳朵，並穿著一套胖西裝及尺碼大了兩號的鞋子來演繹。一年後，路易斯於《哈利波特：消失的密室》中重新扮演這個角色，他表示他自己最喜歡的台詞都是源自這部電影。
2004年的《哈利波特：阿茲卡班的逃犯》和2005年的《哈利波特：火盃的考驗》於首映時都獲得一致的好評，而《哈利波特：鳳凰會的密令》於2007年上映。在拍攝過程中，聯合主演的海倫娜·寶咸·卡特在一個場景中把魔杖插進路易斯的耳朵時意外地導致他鼓膜破裂。路易斯評論指自己很享受電影中角色的「多樣性」，這部電影比前幾輯包含了更多的「情感與戲劇」。《哈利波特：混血王子的背叛》成為了2009年最高票房第二位的電影。在2009年的一次訪談中，路易斯談到了他跟導演大衛·葉斯合作的經歷，並討論了「關於奈威所做的事和感受，甚至[...]在背景。」2011年4月，路易斯在阿嘉莎·姬絲蒂的《生死裁決》巡迴演出中首次亮相，他飾演萊斯特·科爾（Lester Cole）一角。
路易斯在《哈利波特》的最後一輯電影中再次回歸拍攝崗位，分別是2010年的《哈利波特：死神的聖物1》和2011年的《哈利波特：死神的聖物2》；其「場景竊取潛力」的表現獲得一眾影評人的稱讚，當中《CTV新聞》把他稱為「突破性釘子（breakout stud）」和「實幹派（man of action）」。《哈利波特》系列作者羅琳於倫敦舉行的《死神的聖物2》首映禮上發表演說，她指該系列有七位主要演員，她稱之為「七巨頭」，他們分別是：丹尼爾·域卡夫、魯拔·格連特、愛瑪·屈臣、湯·費頓、路易斯、伊凡娜·林奇和邦妮·韋特。

### 2012年至今：進一步的工作和電視演出

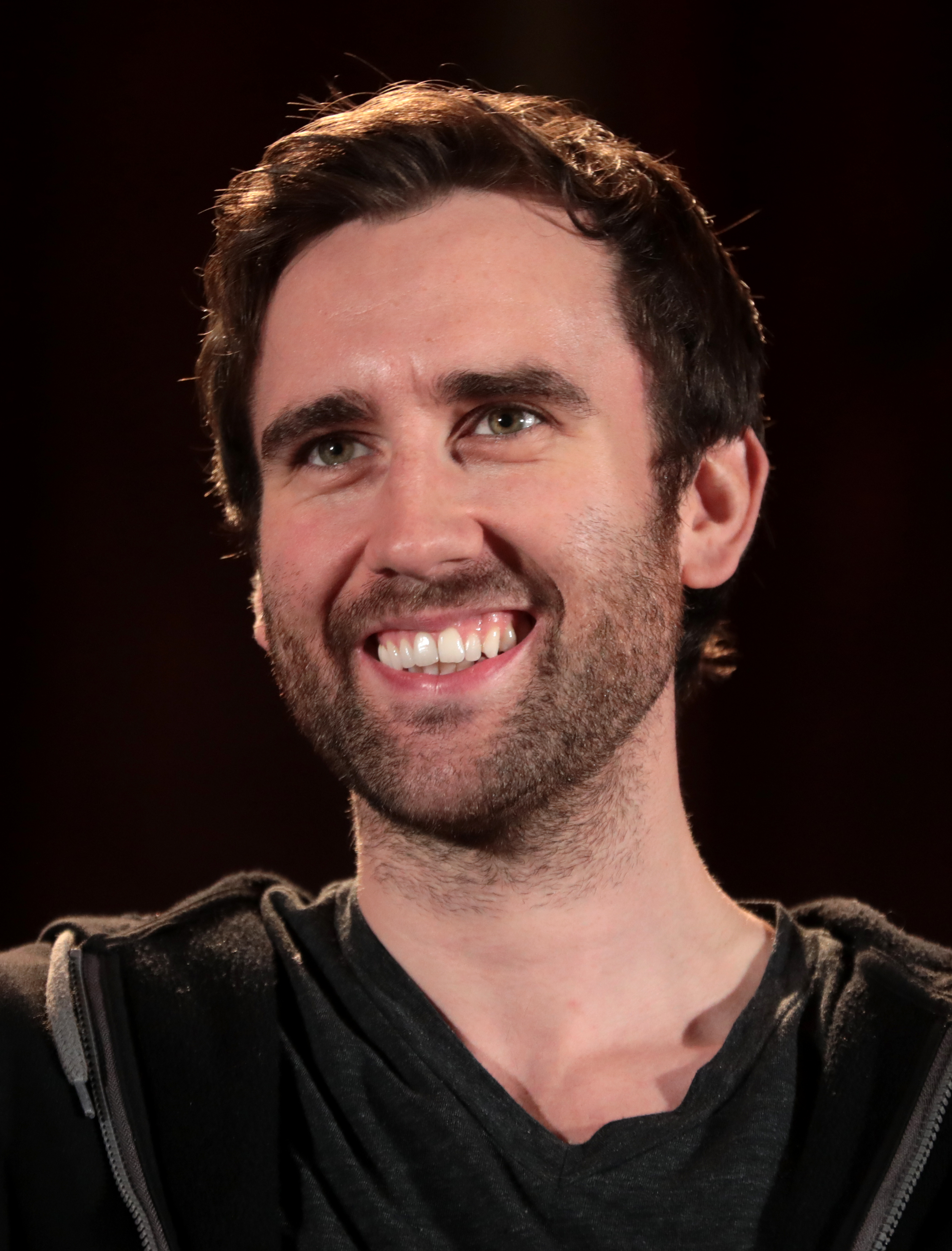
路易斯出席2019年的鳳凰漫畫節。

2012年，路易斯在凱·梅勒的BBC第一台的五集電視劇《The Syndicate》中飾演占美·布拉德利（Jamie Bradley）一角。同年9-12月，他於西區劇院首次亮相，在公爵夫人劇院演出的《我們的男孩》中飾演米克（Mick）一角。其後，路易斯在同年的犯罪電影《崛起》裡作聯合演出，該電影於多倫多國際電影節上首映。《每日快報》表示，路易斯所提供的樂趣跟扭曲的複仇情節機制一樣多。其後，他主演了南非拍攝的兩輯黑色幽默系列電視劇《藍石42》，該劇於2013年在BBC第三台首播。2015年，路易斯在電視犯罪劇《天堂島疑雲》裡作客串演出。
2016年，路易斯在《遇見你之前》裡飾演艾美莉·克拉克角色的男友帕翠克（Patrick），電影取得了商業上的成功。《喧囂》指出，「路易斯的角色主要是一種喜劇效果」，但演員「完美地演繹了角色的憤怒」；路易斯表示，他小心翼翼地不讓這個角色成為一個「讓人一笑置之的惡棍，而是一個完全成型的角色」。同年，路易斯再次出現在BBC製作的兩部作品中，分別是犯罪劇《開膛街》和《快樂谷》。2016年8月至10月，他跟尼亞姆·庫薩克一起出席了劇作家奧雲·麥卡弗蒂擔任編劇的《不忠（Unfaithful）》倫敦首映禮。2017年，作為喜劇演員薩爾·武爾卡諾朋友的路易斯，他以自己代替了武爾卡諾出現於《不切實際的小丑》的節目中，該節目於奧蘭多環球影城度假村拍攝。
2018年，路易斯主演由梅勒擔任編劇的ITV劇集《閨蜜們》，並演出了2018年新黑色電影《喋血雙紅》，該片在愛丁堡國際電影節首映並獲得負面評價。2020年，路易斯在泰格·韋替替製作的《寶貝完成》中與露絲·馬塔菲奧演對手戲。《衛報》稱讚他「非常討人喜歡的表演」，以及他跟馬塔菲奧之間那種「悠閒」的化學作用。路易斯後來出現於約克郡電視劇《大小萬物》之中，該劇於2020年在英國第五台播放，並獲得高收視率和評論界的好評。《紐約時報》把路易斯的形象描述為一個「瀟灑的求婚者」，他非常好實現了角色的「天性的自信」。該節目於2020年12月更新了第二季。

## 個人生活
路易斯跟其女友安琪拉·鍾斯（Angela Jones）於2016年11月訂婚，兩人於2018年5月28日在意大利結婚。這對夫婦於2016年1月相識，當時路易斯參與在奧蘭多環球影城度假村舉行一年一度的哈利波特慶典活動，而鍾斯當時是該度假村和活動的VIP活動經理。
路易斯是慈善機構利茲橄欖球基金會（英語：Leeds Rugby Foundation）的副總裁。路易斯跟前職業足球運動員謝美伊·碧福特一起主持了列斯聯足球會的播客《Doing a Leeds》。2021年2月，有關方面宣布路易斯成為了班比薩納尼夥伴的第一位贊助人。

## 影視作品列表

### 電視劇
| 年份      | 劇集                                      | 角色                                                          | 備註                               |
| --------- | ----------------------------------------- | ------------------------------------------------------------- | ---------------------------------- |
| 1995      | 某種生活                                  | 喬納森·泰勒（Johnathan Taylor）                               | 電視電影                           |
| 1996      | 達爾齊爾和帕斯科                          | 戴維·普萊西（Davy Plessey）                                   | 單集："An Advancement of Learning" |
| 1999      | 心跳                                      | 艾倫·奎格利（Alan Quigley）                                   | 單集："Hollywood or Bust"          |
| 2000      | 心之所在                                  | 比利·貝文（Billy Bevan）                                      | 單集："Things Fall Apart"          |
| 2012      | The Syndicate                             | 占美·布拉德利（Jamie Bradley）                                | 第1季，5集                         |
| 2014–2015 | 藍石42                                    | 下士哥頓·「塔樓」·侯斯 （Corporal Gordon "Towerblock" House） | 第2–3季                            |
| 2015      | 天堂島疑雲                                | 多米尼克·克萊登（Dominic Claydon）                            | 單集4.7                            |
| 2016      | 開膛街                                    | 塞繆爾·德拉蒙德（Samuel Drummond）                            | 第4–5季                            |
| 2016      | 快樂谷                                    | 肖恩·巴爾福思（Sean Balmforth）                               | 第2季                              |
| 2017      | 不切實際的小丑                            | 他本人                                                        | 單集："Universal Appeal"           |
| 2018      | 閨蜜們                                    | 湯姆·德雷頓（Tom Dreyton）                                    | 5集                                |
| 2018      | 營養豐富的尼可拉 （Nutritiously Nicola!） | 他本人                                                        | 2集                                |
| 2020      | 大小萬物                                  | 休·赫爾頓（Hugh Hulton）                                      | 6集                                |
| 2022      | 哈利·波特20週年：重返霍格華茲             | 他本人                                                        | HBO Max特備節目                    |

### 電影
| 年份 | 電影                                        | 角色              | 備註                      |
| ---- | ------------------------------------------- | ----------------- | ------------------------- |
| 2001 | 哈利波特：神秘的魔法石                      | 奈威·隆巴頓       | 哈利波特系列電影          |
| 2002 | 哈利波特：消失的密室                        | 奈威·隆巴頓       | 哈利波特系列電影          |
| 2004 | 哈利波特：阿茲卡班的逃犯                    | 奈威·隆巴頓       | 哈利波特系列電影          |
| 2005 | 哈利波特：火盃的考驗                        | 奈威·隆巴頓       | 哈利波特系列電影          |
| 2007 | 哈利波特：鳳凰會的密令                      | 奈威·隆巴頓       | 哈利波特系列電影          |
| 2009 | 哈利波特：混血王子的背叛                    | 奈威·隆巴頓       | 哈利波特系列電影          |
| 2010 | 哈利波特：死神的聖物1                       | 奈威·隆巴頓       | 哈利波特系列電影          |
| 2011 | 哈利波特：死神的聖物2                       | 奈威·隆巴頓       | 哈利波特系列電影          |
| 2012 | 活死人之夜 （The Night of the Loving Dead） | 奈傑爾（Nigel）   | 短片 只有聲演             |
| 2013 | 崛起                                        | Dodd              | 又名《荒地（Wasteland）》 |
| 2013 | 糖果店（The Sweet Shop）                    | 記者              |                           |
| 2016 | 遇見你之前                                  | 帕翠克（Patrick） |                           |
| 2018 | 刺殺終點戰                                  | 藍尼（Lenny）     |                           |
| 2020 | 寶貝完成                                    | 添（Tim）         |                           |

### 劇場作品
| 年份 | 劇目                        | 角色                       | 備註                                                        |
| ---- | --------------------------- | -------------------------- | ----------------------------------------------------------- |
| 2006 | 女王的手提包                | 奈威·隆巴頓                | 哈利波特短劇，攝於《哈利波特：鳳凰會的密令》 的製作過程期間 |
| 2011 | 阿嘉莎·姬絲蒂的《生死裁決》 | 萊斯特·科爾（Lester Cole） | 舞台劇，巡迴演出                                            |
| 2012 | 我們的男孩                  | 米克（Mick）               | 西區劇場的舞台製作                                          |
| 2016 | 不忠（Unfaithful）          | 彼得（Peter）              | 舞台製作                                                    |

### 電子遊戲
| 年份 | 名稱                          | 角色                |
| ---- | ----------------------------- | ------------------- |
| 2007 | 哈利波特：鳳凰會的密令 (遊戲) | 奈威·隆巴頓（聲演） |
| 2011 | 哈利波特：死神的聖物2 (遊戲)  | 奈威·隆巴頓（聲演） |
| 2016 | 樂高維度                      | 奈威·隆巴頓（聲演） |

### 主題公園
| 年份 | 名稱             | 角色                | 備註         |
| ---- | ---------------- | ------------------- | ------------ |
| 2010 | 哈利波特禁忌之旅 | 奈威·隆巴頓（聲演） | 主題公園景點 |

### 音樂影片
| 年份 | 歌手              | 歌曲  | 角色   | 備註 |
| ---- | ----------------- | ----- | ------ | ---- |
| 2012 | A Band of Buriers | Filth | 男朋友 |      |

## 榮譽
- 2012年7月24日，路易斯獲得利茲貝克特大學頒發的榮譽文學碩士學位，以表彰他對藝術和慈善工作的貢獻[54]。

## 資料來源

### 腳註
1. 1 2  . Infoplease (FEN Learning/Sandbox Network).   [21 December 2015]. （原始内容存档于7 July 2018）. （页面存档备份，存于）
2. ↑  
《哈利波特》暴牙男　長大帥慘了 （页面存档备份，存于）,2016.07.01 蘋果日報
3. ↑  Charnley, Jane. . The Yorkshire Post (Leeds, UK). 1 June 2004  [21 November 2010]. （原始内容存档于7 January 2016）. （页面存档备份，存于）
4. ↑  . Yorkshire Evening Post (UK). 30 November 2016  [26 November 2020]. （原始内容存档于2020-11-26）. Archive.today的存檔，存档日期2020-11-26
5. ↑  . Victoria Quarter. 17 October 2011  [2 February 2016]. （原始内容存档于26 February 2014）. （页面存档备份，存于）
6. ↑  Redhead, Jonathan. . Wharfedale & Airedale Observer. 1 July 2010  [2022-12-12]. （原始内容存档于2020-11-26）. 参数|newspaper=与模板{{cite web}}不匹配（建议改用{{cite news}}或|website=） (帮助) Archive.today的存檔，存档日期2020-11-26
7. ↑  Kaufmann, Justin. . Chicago, Illinois: WBEZ. 15 July 2011  [18 July 2011]. （原始内容存档于7 January 2016）. （页面存档备份，存于）
8. ↑  . Curtis Brown.   [19 January 2021]. （原始内容存档于2022-12-13）. （页面存档备份，存于）
9. ↑  . Curits Brown.   [2022-12-13]. （原始内容存档于2022-12-13）. （页面存档备份，存于）
10. 1 2  . VQ.   [19 January 2021]. （原始内容存档于2014-02-26）. （页面存档备份，存于）
11. ↑  . Metacritic. CBS Interactive.   [17 April 2020]. （原始内容存档于2009-07-11）. （页面存档备份，存于）
12. ↑  . YouTube.   [19 January 2021]. （原始内容存档于2021-12-21）.
13. ↑  . BoxOfficeMojo.   [19 January 2021]. （原始内容存档于2019-05-26）. （页面存档备份，存于）
14. ↑  . Metacritic.   [19 January 2021]. （原始内容存档于2019-05-19）. （页面存档备份，存于）
15. ↑  . Metacritic.   [2022-12-13]. （原始内容存档于2019-09-27）. （页面存档备份，存于）
16. ↑  July 13, Steve Daly Updated; EDT, 2007 at 04:00 AM. . EW.com.   [2022-02-25]. （原始内容存档于2022-12-13） （英语）. （页面存档备份，存于）
17. ↑  . Indie London.   [2022-12-13]. （原始内容存档于2017-10-14）. （页面存档备份，存于）
18. ↑  . Box Office Mojo.   [27 December 2010]. （原始内容存档于2011-10-22）. （页面存档备份，存于）
19. ↑  . Wicked Local.   [19 January 2021].[]
20. ↑  Freeman, Sarah. . Yorkshire Post. 13 April 2011  [18 July 2011]. （原始内容存档于2015-06-10）. （页面存档备份，存于）
21. ↑  Davis, Laura. . Liverpool Daily Post. 29 March 2011  [18 July 2011]. （原始内容存档于15 November 2011）. （页面存档备份，存于）
22. ↑  . Today.   [19 January 2021]. （原始内容存档于2022-12-13）. （页面存档备份，存于）
23. ↑  . CTV News. 13 July 2011  [19 January 2021]. （原始内容存档于2022-12-13）. （页面存档备份，存于）
24. ↑  tzekoulis. . YouTube. 7 July 2011. （原始内容存档于2021-12-21）.
25. ↑  . BBC Media Centre. 7 November 2011  [2022-12-13]. （原始内容存档于2018-10-11）. （页面存档备份，存于）
26. ↑  . SnitchSeeker.com.   [2022-12-13]. （原始内容存档于2023-04-25）. （页面存档备份，存于）
27. ↑  . SnitchSeeker.com.   [2022-12-13]. （原始内容存档于2022-12-13）. （页面存档备份，存于）
28. ↑  . SnitchSeeker.com.   [2022-12-13]. （原始内容存档于2012-03-08）. （页面存档备份，存于）
29. ↑  . Express. 20 September 2013  [19 January 2021]. （原始内容存档于2022-12-13）. （页面存档备份，存于）
30. ↑  . Radio Times.   [19 January 2021]. （原始内容存档于2023-04-25）. （页面存档备份，存于）
31. ↑  . Express. 12 March 2020  [19 January 2021]. （原始内容存档于2022-12-13）. （页面存档备份，存于）
32. ↑  D'Alessandro, Anthony. . Deadline Hollywood. 3 June 2016  [3 June 2016]. （原始内容存档于2021-02-11）. （页面存档备份，存于）
33. ↑  Ford, Rebecca. . The Hollywood Reporter. 10 April 2015  [24 July 2015]. （原始内容存档于2015-07-27）. （页面存档备份，存于）
34. ↑  . Bustle.   [2022-12-13]. （原始内容存档于2022-12-13）. （页面存档备份，存于）
35. ↑  . Radio Times.   [19 January 2021]. （原始内容存档于2023-04-25）. （页面存档备份，存于）
36. ↑  . Yorkshire Live. 3 February 2016  [19 January 2021]. （原始内容存档于2022-12-13）. （页面存档备份，存于）
37. ↑  . The Reviews Hub.   [19 January 2021]. （原始内容存档于2020-11-27）. （页面存档备份，存于）
38. ↑  . Found111.co.uk.   [2022-12-13]. （原始内容存档于2018-11-27）. （页面存档备份，存于）
39. ↑  . SnitchSeeker.com.   [2022-12-13]. （原始内容存档于2022-12-13）. （页面存档备份，存于）
40. ↑  . Z107.7 St. Louis.   [19 January 2021]. （原始内容存档于2022-12-13）. （页面存档备份，存于）
41. ↑  . EW.   [19 January 2021]. （原始内容存档于2022-12-13）. （页面存档备份，存于）
42. ↑  . Curtis Brown.   [19 January 2021]. （原始内容存档于2022-12-13）. （页面存档备份，存于）
43. ↑  . The Guardian. 20 October 2020  [19 January 2021]. （原始内容存档于2022-12-13）. （页面存档备份，存于）
44. ↑  TVZone. . TVZoneUK. 2020-10-09  [2021-02-19]. （原始内容存档于2020-12-01） （英语）. （页面存档备份，存于）
45. ↑  . Metacritic.   [10 January 2021]. （原始内容存档于2021-01-15）. （页面存档备份，存于）
46. ↑  Bahr, Sarah. . The New York Times. 18 January 2021  [19 January 2021]. （原始内容存档于2022-12-13）. （页面存档备份，存于）
47. ↑  . Town & Country. 16 November 2021  [2022-12-13]. （原始内容存档于2022-12-29）. （页面存档备份，存于）
48. ↑  . Australia: News.com.au.   [1 August 2018]. （原始内容存档于2020-11-26）. Archive.today的存檔，存档日期2020-11-26
49. ↑  Respers France, Lisa. . CNN.   [1 August 2018]. （原始内容存档于2020-11-09）. （页面存档备份，存于）
50. ↑  Gibson, Kelsie. . PopSugar. 5 March 2020  [9 June 2021]. （原始内容存档于2022-12-13）. （页面存档备份，存于）
51. ↑  . Leeds Rugby Foundation.   [29 March 2020]. （原始内容存档于21 May 2016）. （页面存档备份，存于）
52. ↑  . podnews.net. 11 September 2020  [2022-12-13]. （原始内容存档于2022-12-13）. （页面存档备份，存于）
53. ↑  .   [2022-12-13]. （原始内容存档于2022-12-13）. （页面存档备份，存于）
54. ↑  . SnitchSeeker.com.   [2022-12-14]. （原始内容存档于2022-12-14）. （页面存档备份，存于）

### 外部連結
- 馬修·路易斯在互联网电影资料库（IMDb）上的資料（英文）